# 増田優香子
増田 優香子（ますだ ゆかこ、1986年7月1日 - ）は、九州朝日放送（KBC）の元アナウンサー。ボイスワークス所属のフリーアナウンサー、リポーター。

## 経歴
岡山県加賀郡吉備中央町出身。身長159cm。岡山県立岡山一宮高等学校 → 山口大学農学部 → 山口大学大学院（医学系研究科）卒業。高校、大学のクラブ活動はいずれも硬式テニス部。
高校生時代から生物が得意で、大学では筋肉の研究をしていた。最初は研究者を目指し、製薬会社の内定ももらっていたが、大学院1年生の時に、この年の12月に就職活動で福岡の企業の面接に行った時に一緒のバスに乗り合わせたアナウンススクールの生徒と会話して触発されアナウンサーの仕事に興味を持ち、元々喋ることが好きだったことから、アナウンススクールに行ってみて本当にアナウンサーになりたいと思うようになる。
2011年4月に岩手めんこいテレビにアナウンサーとして入社。東日本大震災直後の入社だったことから、入社直後から被災地の取材などで活動する。その後2014年4月に南日本放送に、2015年5月に九州朝日放送に移籍。
好物は肉料理。趣味・特技はランニング、筋力トレーニング、テニス、『フライングゲット』（AKB48の曲）を踊ること。2015年11月の福岡マラソンは、リポートしながらではあったが5時間9分で完走した。ただ歌は、本人が音痴と認めるほど苦手。大学生時代にカラオケに行った時に一緒に行った友人がみんな不思議そうな顔をしたことから音痴だと意識し始めたという。あるラジオ番組の企画でカラオケの指導も受けたことがあり、自身の音程が外れて歌った歌がラジオ番組でジングルとして使われていることがある。
「婚姻届を2018年2月22日（木）に提出した」と2018年3月25日（日）Twitter投稿およびラジオ番組（おやじバンザイ！）内で発言。
2018年3月31日（土）にKBC九州朝日放送を退職。両親が住むジャカルタにて英語を2018年4月から6ヶ月間ほど勉強している。

## 担当番組

### 九州朝日放送
- 土曜もアサデス。（テレビ）
- 夜の穴〜ミッドナイト・ホール〜（火曜日・ラジオ）
- KBC長浜横丁 amoreバル愛子 （水曜日・ラジオ）
- Dr.深堀のラジオde診察室（土曜日・ラジオ）
- おやじバンザイ!（日曜日・ラジオ）
- Morning Wave（ラジオ）

### 岩手めんこいテレビ時代
- Mitスーパーニュース
- わがまま!気まま!旅気分（BSフジ。岩手めんこいテレビアナウンサーとして出演）

### 南日本放送時代
- MBCニューズナウ